# Carlo Ginzburg
Ne doit pas être confondu avec Carlos Ginzburg.
Pour les articles homonymes, voir Ginzburg.
 Carlo Ginzburg, né le 15 avril 1939, à Turin, est un historien italien contemporain, éminent représentant de la microhistoire, également historien de l'art.

## Biographie
Fils de la romancière italienne et traductrice de Proust Natalia Ginzburg (née Levi) et du professeur de littérature russe, journaliste et activiste socialiste Leone Ginzburg, Carlo Ginzburg a reçu un doctorat de philosophie à l'université de Pise en 1961. Un ami de son père, le penseur Benedetto Croce (1866-1952), exerça une influence sur sa formation intellectuelle, mais il reconnaît l'avoir lu à travers Antonio Gramsci (1897-1937). Carlo Ginzburg fut professeur d’histoire moderne à l'université de Bologne, avant d'enseigner à l'université de Californie (États-Unis). Il enseigne également à l'École normale de Pise.
Il s'est intéressé à la sorcellerie et à sa répression à la fin du Moyen Âge. Il a écrit des articles dans diverses revues, notamment dans Past and Present, dans Le Débat ou encore Quaderni Storici.
En 1992, il reçoit le prix Aby Warburg, en 2005, le prix Antonio-Feltrinelli, décerné par l'Académie des Lyncéens pour les sciences historiques et en 2016 le prix Napoli.
Carlo Ginzburg a rédigé un article en 1984 intitulé Mythologie germanique et nazisme. Sur un ancien livre de Georges Dumézil. où il s'en prend aux présupposés idéologiques du comparatiste. Georges Dumézil, répliquant aux attaques de Ginzburg, souligne le procès d'intention: « Le raisonnement par glissades successives... me consterne : pas pour moi, ni pour les mânes de Caillois, mais pour Ginzburg et pour sa conception, pour sa pratique, hélas, de l'histoire ». Dans le premier chapitre « Les procédés de la polémique »  de son livre « Faut-il brûler Dumézil ? » , Didier Eribon analyse et réfute en détail l’article de Ginzburg. Il propose aussi comme source de ces attaques un article d’Arnaldo Momigliano, spécialiste de l’Antiquité proche de Leo Strauss et rival de Dumézil. 
Se présentant lui-même comme un « historien de gauche », Carlo Ginzburg défend en 2002 le journaliste d'extrême gauche Adriano Sofri, accusé d'avoir participé à un attentat terroriste et condamné pour l'assassinat du commissaire Luigi Calabresi en 1972,.
En janvier 2007, avec Paul Ginsborg, Marcello Flores, Sergio Luzzatto, Claudio Pavone, Enzo Traverso et d'autres intellectuels, Ginzburg signe un appel contre un projet de loi présenté par le ministre de la Justice Clemente Mastella, ayant pour but de punir de manière spécifique le négationnisme. Ils ont fait valoir que la législation italienne était déjà suffisante pour faire face à de tels actes.
En 2011, il reçoit le Prix Balzan.
En octobre 2012 il est fait docteur Honoris Causa de l'université Bordeaux 3, puis en 2013, de celle de Strasbourg. Le 28 mars 2015, il est fait docteur Honoris Causa de l'université de Liège.

## Œuvre

### Démarche
Les écrits de Ginzburg se portent en faveur de la réalité historique dans la visée du témoignage. Ses ouvrages regorgent d’événements racontés sous plusieurs angles d’attaque afin d’offrir une sorte d’histoire microscopique et au plus près de la vérité des faits. Carlo Ginzburg est une des têtes de file de la microhistoire,.
En changeant de focale pour s'intéresser à des faits singuliers et circonscrits dans le temps, il s'oppose à la domination que l'école française des Annales faisait peser sur l'Italie et dans bien d'autres pays à l'époque. Son article Traces sur le paradigme indiciaire, traduit en français en 1980, lance la polémique et du même coup ce courant appelé depuis la microhistoire.
Un autre de ses combats porte contre le scepticisme postmoderne en histoire. Il refuse d’assimiler le récit historique à une simple narration qui l'apparenterait à la fiction littéraire. L'histoire doit selon lui capter et rendre quelque chose de « cette vieillerie, le réel », expression qu'il reprend à Pierre Vidal-Naquet. Autrement dit, il maintient avec ses propres méthodes la recherche de « ce qui s'est authentiquement passé, comme disait Ranke au siècle passé », à condition de confronter le résultat aux preuves existantes et sachant que les vérités auxquelles il aboutit « sont par principe révocables », car « ces preuves peuvent toujours être rejetées ». Sa démarche est d'autant plus subtile et originale qu'il tient la littérature pour une source du savoir historique.

### Publications
- « Da Aby Warburg a E. H. Gombrich », dans Studi medievali, VII, no 2 (1966), p. 1013-1065
- avec Enrico Castelnuovo, Centro e periferia, dans Storia dell’arte italiana, I Parte (1979) ; trad. par Dario Gamboni, Domination symbolique et géographie artistique dans l’histoire de l’art italien, dans Actes de la recherche en sciences sociales, 40, Paris, 1981, p. 51-72 (en ligne).
- Le fromage et les vers. L’univers d’un meunier frioulan du XVIe siècle, Paris, Aubier, 1980 (1976).
- « Signes, traces, pistes. Racines d'un paradigme de l'indice », dans Le Débat (novembre 1980), p. 3-44.
- Enquête sur Piero della Francesca, 1983.
- Mythes, emblèmes, traces ; morphologie et histoire, Paris, Flammarion, 1989 (1986) dont le chapitre « Traces. Racines d’un paradigme indiciaire », p. 139-180 ; nouvelle édition augmentée, revue par Martin Rueff, Verdier, 2010.
- Le sabbat des sorcières [« Storia notturna : una decifrazione del sabba »]  (trad. de l'italien par Monique Aymard), Paris, Gallimard, coll. « Bibliothèque des histoires », 1992, 423 p. (ISBN 2-07-072741-6, présentation en ligne).
- Les Batailles nocturnes : sorcellerie et rituels agraires en Frioul, XVI-XVIIe siècle [« I Benandanti. Stregoneria e culti agrari tra Cinquecento e Seicento »]  (trad. de l'italien par Giordana Charuty), Lagrasse, Verdier, 1980, 238 p. (ISBN 2-86432-005-3 et 2-86432-005-3, présentation en ligne), [présentation en ligne].
Réédition : Les Batailles nocturnes : sorcellerie et rituels agraires, XVI-XVIIe siècle [« I Benandanti. Stregoneria e culti agrari tra Cinquecento e Seicento »]  (trad. de l'italien par Giordana Charuty), Paris, Flammarion, coll. « Champs » (no 135), 1984, 270 p. (ISBN 978-2-08-124477-1).
- Le Juge et l'historien. Considérations en marge du procès Sofri, Paris, Verdier, 1998.
- A distance. Neuf essais sur le point de vue en histoire, éd. Gallimard, coll. « Bibliothèque des histoires », 2001
- Rapports de force : histoire, rhétorique, preuve, éd. Seuil, coll. « Hautes études », 2003 (1999).
- Nulle île n'est une île : quatre regards sur la littérature anglaise, Paris, Verdier, 2005.
- Un seul témoin, éd. Bayard, 2007 Traduction d'un article paru dans la revue Quaderni Storici en 1992 sous le titre « Unus testis », suivi d'un entretien paru dans la revue Vacarme
- La latitude, les esclaves, la Bible, dans Vivre le sens, Centre Roland-Barthes, éditions du Seuil, 2009, p. 13-37.
- Le Fil et les traces, traduit par Martin Rueff, Verdier, 2010.
- Peur révérence terreur – Quatre essais d’iconographie politique, Dijon, Les Presses du réel, 2013  (ISBN 978-2-84066-431-4)
- « Ekphrasis et Connoisseurship », traduit par Martin Rueff, dans Emmanuel Alloa (éd.) Penser l'image III. Comment lire les images?, Dijon, Les Presses du réel, 2017, p. 119-144.
- « Préface » à Gertrud Bing, Fragments sur Aby Warburg, éd. Philippe Despoix et Martin Treml, Paris, INHA, 2019, 272 p.  (ISBN 978-2-917902-53-0)

## Prix et récompenses
- Prix Aby M. Warburg 1992